# Sportler des Jahres (Irland)
Die Wahl zum irischen Sportler des Jahres (Sports Person of the Year) und zur Mannschaft des Jahres (Sports Team of the Year) wird vom irischen Fernsehsender RTÉ organisiert.
Ein Expertenteam ermittelt unter einer Vorauswahl von bis zu 10 Nominierungen die Gewinner.

## Preisträger
| Jahr | Sportler                              | Sportart           | Mannschaft                                                   | Sportart         |
| ---- | ------------------------------------- | ------------------ | ------------------------------------------------------------ | ---------------- |
| 2023 | Rhys McClenaghan                      | Turnen             | Limerick Hurlingteam                                         | Hurling          |
| 2022 | Katie Taylor                          | Boxen              | Leichtgewicht-Doppelzweier (Paul O’Donovan, Fintan McCarthy) | Rudern           |
| 2021 | Rachael Blackmore                     | Galopprennsport    | Katie-George Dunlevy & Eve McCrystal                         | Paracycling      |
| 2020 | Katie Taylor                          | Boxen              | Limerick Hurlingteam                                         | Hurling          |
| 2019 | Shane Lowry                           | Golf               | Dublin Gaelic Football Team                                  | Gaelic Football  |
| 2018 | Johnny Sexton                         | Rugby Union        | Irische Hockeynationalmannschaft der Frauen                  | Hockey           |
| 2017 | James McClean                         | Fußball            | Irische Springreit-Nationalmannschaft                        | Springreiten     |
| 2016 | Conor McGregor                        | Mixed Martial Arts | Leichtgewicht-Doppelzweier (Gary O’Donovan, Paul O’Donovan)  | Rudern           |
| 2015 | Michael Conlan                        | Boxen              | Dundalk FC                                                   | Fußball          |
| 2014 | Rory McIlroy                          | Golf               | Cork Ladies’ Football                                        | Gaelic Football  |
| 2013 | Tony McCoy                            | Pferderennen       | Clare GAA                                                    | Hurling          |
| 2012 | Katie Taylor                          | Boxen              | Donegal GAA                                                  | Gaelic Football  |
| 2011 | Rory McIlroy                          | Golf               | Leinster Rugby                                               | Rugby Union      |
| 2010 | Graeme McDowell                       | Golf               | Irische Boxnationalmannschaft                                | Boxen            |
| 2009 | Brian O’Driscoll                      | Rugby Union        | Irische Rugby-Union-Nationalmannschaft                       | Rugby Union      |
| 2008 | Pádraig Harrington                    | Golf               | Munster Rugby                                                | Rugby Union      |
| 2007 | Pádraig Harrington                    | Golf               | Irische Cricket-Nationalmannschaft                           | Cricket          |
| 2006 | Henry Shefflin                        | Hurling            | Munster Rugby                                                | Rugby Union      |
| 2005 | Seán Óg Ó hAilpín                     | Hurling            | Tyrone Gaelic Football                                       | Gaelic Football  |
| 2004 | Ronan O’Gara                          | Rugby Union        | Irische Rugby-Union-Nationalmannschaft                       | Rugby Union      |
| 2003 | Barry Geraghty                        | Pferderennen       | Team Irland                                                  | Special Olympics |
| 2002 | Pádraig Harrington                    | Golf               |                                                              |                  |
| 2001 | Mick McCarthy                         | Fußball            | Team Galway                                                  | Gaelic Football  |
| 2000 | Sonia O’Sullivan                      | Leichtathletik     |                                                              |                  |
| 1999 | Roy Keane                             | Fußball            |                                                              |                  |
| 1998 | Sonia O’Sullivan                      | Leichtathletik     |                                                              |                  |
| 1997 | Ken Doherty                           | Snooker            |                                                              |                  |
| 1996 | Michelle Smith                        | Schwimmen          |                                                              |                  |
| 1995 | Sonia O’Sullivan                      | Leichtathletik     |                                                              |                  |
| 1994 | Sonia O’Sullivan                      | Leichtathletik     |                                                              |                  |
| 1993 | Sonia O’Sullivan                      | Leichtathletik     |                                                              |                  |
| 1992 | Michael Carruth                       | Boxen              |                                                              |                  |
| 1991 | Ralph Keyes                           | Rugby Union        |                                                              |                  |
| 1990 | Pat Bonner                            | Fußball            |                                                              |                  |
| 1989 | Christy O’Connor junior               | Golf               |                                                              |                  |
| 1988 | Eamonn Darcy Ronan Rafferty Des Smyth | Golf               |                                                              |                  |
| 1987 | Stephen Roche                         | Radsport           |                                                              |                  |
| 1986 | Sean Kelly                            | Radsport           |                                                              |                  |
| 1985 | Barry McGuigan                        | Boxen              |                                                              |                  |